# Coût fixe
Cet article possède un paronyme, voir Coufique.
En comptabilité analytique et en gestion, les coûts fixes sont les coûts indépendants du niveau d'activité ou des quantités produites dont l'entreprise doit s'acquitter pour son bon fonctionnement (loyer, coûts administratifs, électricité hors production, etc.). À l'inverse, les coûts variables sont les coûts des facteurs variables, c'est-à-dire des facteurs de production dont les quantités varient avec le niveau d'activité de l'entreprise ou les quantités produites,.

## Caractéristiques des coûts fixes
Les coûts fixes incluent par exemple les frais d'électricité (les coûts d'électricité peuvent être variables, par exemple une production industrielle qui est variable par rapport à la capacité de production), d'assurance, mais peuvent aussi inclure les salaires ou d'autres coûts directs.
La somme des coûts fixes et des coûts variables forme les coûts totaux.
Il est à noter que la notion de coût fixe n'a de sens que pour un horizon temporel donné. En effet, à long terme, tous les coûts fixes sont variables (le long terme est de fait défini par les économistes comme l'horizon temporel à partir duquel tous les coûts fixes sont variables).

## Méthodes d'analyse des coûts fixes et variables
L'une des méthodes utilisées pour analyser indépendamment les coûts fixes et variables est de séparer les coûts qui sont en fonction de l'activité et ceux qui ne varient pas, ou peu, en fonction de l'activité. Dans ce contexte, les coûts fixes servent d'information au modèle qui permet ensuite de réaliser des analyses sur la marge sur coût variable et déterminer le seuil de rentabilité.
Pour les autres méthodes d'analyse, les coûts fixes sont une contrainte à dépasser. Il s'agit alors de limiter les coûts fixes pour permettre de juger d'une prise de décision sur les produits. Les coûts fixes font en général perdre de la pertinence aux modèles d'analyse prévisionnelle par les coûts.